# Беверлі-Гіллс (Міссурі)
Беверлі-Гіллс (англ. Beverly Hills) — місто (англ. city) в США, в окрузі Сент-Луїс штату Міссурі. Населення — 475 осіб (2020).

## Географія
Беверлі-Гіллс розташоване за координатами 38°41′52″ пн. ш. 90°17′24″ зх. д. / 38.69778° пн. ш. 90.29000° зх. д. (38.697865, -90.290053).  За даними Бюро перепису населення США в 2010 році місто мало площу 0,24 км², уся площа — суходіл.

## Демографія
Згідно з переписом 2010 року, у місті мешкали 574 особи в 243 домогосподарствах у складі 149 родин. Густота населення становила 2377 осіб/км².  Було 288 помешкань (1193/км²).
Расовий склад населення:
| - 92,7 % — чорних або афроамериканців - 4,2 % — білих - 0,2 % — азіатів - 1,4 % — осіб інших рас |

До двох чи більше рас належало 1,6 %. Частка іспаномовних становила 2,8 % від усіх жителів.
За віковим діапазоном населення розподілялося таким чином: 21,8 % — особи молодші 18 років, 64,3 % — особи у віці 18—64 років, 13,9 % — особи у віці 65 років та старші. Медіана віку мешканця становила 40,6 року. На 100 осіб жіночої статі у місті припадало 84,0 чоловіків;  на 100 жінок у віці від 18 років та старших — 77,5 чоловіків також старших 18 років.
Середній дохід на одне домашнє господарство  становив 38 923 долари США (медіана — 32 135), а середній дохід на одну сім'ю — 44 077 доларів (медіана — 39 583). Медіана доходів становила 32 125 доларів для чоловіків та 27 083 долари для жінок. За межею бідності перебувало 22,2 % осіб, у тому числі 33,8 % дітей у віці до 18 років та 31,6 % осіб у віці 65 років та старших.
Цивільне працевлаштоване населення становило 188 осіб. Основні галузі зайнятості: освіта, охорона здоров'я та соціальна допомога — 35,6 %, науковці, спеціалісти, менеджери — 11,7 %, фінанси, страхування та нерухомість — 11,2 %.